# Enrique Saura
Enrique Saura Gil, né le 2 août 1954 à Onda (Communauté valencienne, Espagne), est un footballeur international espagnol qui évoluait au poste d'attaquant.

## Biographie

### Clubs
Enrique Saura se forme dans les catégories inférieures du CD Castellón. Il débute en équipe première lorsque celle-ci milite en deuxième division. Ses bonnes performances attirent l'intérêt du Valence CF qui le recrute le 4 octobre 1975 alors que la saison est déjà commencée.
Ses débuts à Valence ne sont guère brillants. Saura est un joueur doté d'une grande capacité de lutte et sacrifice bien que son corps fluet et sa petite taille ne l'aident pas. Au cours des années, Saura se déplace sur l'aile droite de l'attaque, c'est là qu'il atteint son meilleur niveau comme footballeur. Cependant, il n'est pas un ailier classique car il ne centre presque jamais, préférant aller vers en diagonale vers l'intérieur pour tirer au but.
En raison de son charisme, de l'esprit de lutte qu'il démontrait et du fait qu'il est valencien lui donne le rang de capitaine durant plusieurs années. 
À la fin de la saison 1984-1985, peut-être de façon précipitée, Valence Cf décide de se séparer de Saura. Il décide alors de retourner à son club formateur le CD Castellón où il joue durant trois saisons avant de mettre un terme à sa carrière de joueur.

### Équipe nationale
Enrique Saura participe aux Jeux olympiques d'été de 1976.
Enrique Saura est international avec l'équipe d'Espagne à 23 reprises et marque 4 buts en sélection. Il débute le 8 novembre 1978 à Paris face à la France. Il participe à l'Euro 1980.
Saura joue la Coupe du monde de 1982 et marque le but de la victoire face à la Yougoslavie.

## Palmarès
Avec Valence CF :
- Vainqueur de la Coupe d'Espagne en 1979
- Vainqueur de la Coupe d'Europe des vainqueurs de coupe en 1980
- Vainqueur de la Supercoupe de l'UEFA en 1980